# 高瀬無量
高瀬 無量（たかせ むりょう、1989年1月31日 - ）は、日本の元陸上競技選手。専門は長距離走。兵庫県川辺郡猪名川町出身。尼崎市立尼崎高等学校、山梨学院大学卒業後、日清食品グループ陸上競技部に所属した。

## 人物・経歴
「無量」という名前は無量大数が由来になっており、「無限の可能性を持つ」という意味が込められている。
山梨学院大学時代には4年連続で箱根駅伝に出場。1・2年時には5区を担当し、1年時には区間6位、2年時には区間前半で先頭に立つ好走を見せるも、後半に酸欠状態になり失速し、区間22位に終わった。3年時の第86回大会では、古田哲弘以来10年ぶりの山梨学院大学2区日本人走者となった(区間7位)。4年時にも前年と同じく2区を担当した(区間15位)。
大学卒業後は日清食品グループ陸上競技部に入部。ルーキーとして迎えた2012年元日のニューイヤー駅伝では主要区間である5区を担当。4区佐藤悠基から2位でタスキを受けると、区間賞の走りで先頭に立つ活躍を見せ、チームの2年ぶり2度目の優勝に貢献した。
2016年からはチームのキャプテンを務めたが、2019年1月に同部の規模縮小のため、高瀬を含めた14人中12人の選手に退部が勧告された。高瀬は引退を考えたが、退部勧告を免れた同僚・佐藤悠基から「このまま終わったらもったいないよ。自分の練習パートナーという道も考えてくれないか」と提案され、佐藤の練習パートナーとしてチームに残留することとなる。その後も約1年間競技を継続し、2020年3月の東京マラソンを最後に現役を引退、日清食品グループ陸上競技部を退部した。

## 自己記録
- 5000m 公認:13分46秒80
- 10000m 公認：28分03秒81
- ハーフマラソン公認：1時間01分57秒
- マラソン公認:2時間12分31秒